# ななせ麻衣
ななせ 麻衣（ななせ まい、1995年7月14日 - ）は、日本のAV女優。ARROWS所属。

## 略歴・人物
東京都出身。趣味はYouTube鑑賞、特技は利き香水。
2017年1月、マックス・エーの専属女優「菅野紗世（かんの さよ）」としてデビューした。同年6月、「ななせ麻衣」に改名。また、ワンズファクトリーの作品には「南田みさき（みなみだ みさき）」として出演していた。
高級エステのエステティシャンとされているが、実際に在籍していたのは性感マッサージを行う高級デリヘルである。勤めるきっかけは、彼氏にフラれて半年ほど引きこもっていたが、このままではダメだと思い求人誌で仕事を探していて偶然この店を見つけたことから。
AVデビューのきっかけは、セックスでイキたかったのと潮を吹いてみたかったからとしている。
2020年2月、AV女優の引退を発表した。

## 出演作品

### アダルトDVD

#### 「菅野紗世」名義
2017年
- 某超高級エステの指名NO.1エステシャンAVデビュー（1月25日、マックス・エー）
- 超高級男が悶える! スケベ回春マッサージエステ（2月25日、マックス・エー）
- 濃交 菅野紗世のリアルセックス（31月25日、マックス・エー）
- 菅野紗世が行く!! 突撃路上逆ナンパDX 上野編（4月25日、マックス・エー）
- 身長143cmのミニマム彼女を愛人目線で辱める超淫乱SEX（5月25日、マックス・エー）
- フライングゲット 何もしらなかったAVアイドル達のデビュー前面接蔵出しお宝映像集 素人時代のMAX-A専属女優BEST（9月25日、マックス・エー）

#### 「南田みさき」名義
2017年
- 全身性感帯の逸材AVデビュー どこを触れてもビクビク感じる超敏感体質「暴れちゃってごめんなさい…」初めて乳首イキするまで性感開発ドキュメント（10月1日、ワンズファクトリー）

2018年
- 1ヶ月禁欲した天然エビ反り娘を極限焦らし寸止めしてみた。（1月13日、ワンズファクトリー）

#### 「ななせ麻衣」名義
2017年
- 憧れのあの子に勇気を出して告白!でも、あっさり撃沈(つд-。)それでも諦めきれなくて「実は俺、余命3ヶ月なんだ…」と嘘をつき同情を買い、死ぬ前にエッチをしたいと懇願!「素股までなら」と約束したが我慢できずに挿入すると…（11月3日、DOC）※「まい」名義
- 密室で乳首をいじられ失禁イキしながら発情する女子校生 〜ネットカフェ、公衆トイレ、駐輪場、スーパー〜（12月7日、ナチュラルハイ）
- 顔出し解禁!! マジックミラー便 都内有数の名門大学に通う高学歴女子大生 生まれて初めての素股編 vol.07 現役インテリ女子大生20人10本番! ギンギンに勃起したデカチンを素人娘が赤面まんコキ! 恥ずかしさと気持ちよさで濡れだしたオマ○コにヌルっと挿入!! 超拡大スペシャル!! 2枚組8時間!!（12月19日、ディープス）※「もえみ」名義
- 止まらない快感… 〜隣人の全身を汚す愛撫に堕ちて…〜（12月19日、マドンナ）

2018年
- 小柄な美少女のエッチな生態（1月1日、S-Cute）
- ミニスカニーソから覗く「絶対領域」に興奮し抑えられなくなってしまった僕は…（1月5日、DOC）
- 華奢スレンダー美少女な彼女が俺の親父に寝取られ種付けプレスされていた。（1月7日、ダスッ!）
- 公式ムック本 「マジックミラー号 20周年 永久保存版!」 特別企画!! 新企画コンペ「俺ならこう撮る!」 読者アンケートで最も投票数の多かった上位3タイトルを新人監督が撮影しちゃいました!（1月11日、SODクリエイト）
- 彼女(キミ)が父親に犯されて、開発されて行く姿を僕はただ見つめる事しか出来なかった。（1月12日、REAL）
- 引き締まった美体があまりに敏感な美少女のSEX事情（1月13日、S-Cute）
- 若者好きな親父ナンパ師が人生で一番勃起したど淫乱でスレンダーな韓国ハーフ美少女を3Pハメ撮りました。（1月26日、MERCURY）
- 快楽だけを追求するシロウト人妻 欲求不満を我慢できず自らAVへ応募 プロの技でイキまくり!! 人妻たちの願望 File.04（2月2日、MAD）
- ロリータ中出し20連発（2月8日、アイエナジー）
- S級素人とたくさんコスって一日中ハメまくり! Vol.003 エステティシャン 店員まいちゃん(仮名) 21歳Cカップ（2月9日、S級素人）※「まい」名義
- 即ハメ痴漢 6（2月22日、ナチュラルハイ）
- 一般男女モニタリングAV 女子○生限定高額アルバイト企画! 飲料メーカーの試飲モニターで集まった素人女子○生に利尿剤入りのドリンクを飲ませてオシッコ我慢中にいきなりのデカチン即ハメ! 長さ20cmの巨根をねじ込まれイッてもやめない追撃ピストンの快感に未発達オマ○コは耐え切れず連続失禁イキ!!（3月7日、ディープス）※「みのり」名義
- 夫は知らない… 口が裂けても言えない淫らな関係。（3月7日、ダスッ!）
- 男に弄ばれたいと願う従順女子●生 〜とびきり可愛い美少女に生中出し（3月9日、宇宙企画）
- 新放課後美少女回春リフレクソロジー+ Vol.010（3月9日、宇宙企画）
- 照れる彼女をハメ撮りしちゃいました。（3月13日、S-Cute）
- 寝ている女子○生の妹にイタズラしていたら逆に生ハメを求められて、もう発射しそうなのにカニばさみでロックされて逃げられずそのまま中出し! 2（3月21日、アイエナジー）
- おっぱいの大きな素人女子大生の皆さん! 童貞くんと見つめ合って恥ずかしすぎる公開オナニーしてくれませんか? 愛液トロトロ疼きま●こでぬちゅぬちゅ素股&そのまま生ハメ生中筆おろしスペシャル!（3月23日、S級素人）
- 制服貧乳美少女 Vol.001 放課後ひたすら乳首こねくりっ放し中出しSEX（4月13日、S級素人）
- お小遣いの限界はパパ活の始まり!? パパ活女子に聞いてみた!「お金をくれたらエッチはOK？」（4月13日、プレステージ）※「くみ」名義
- 今ごろ既セクはもれなくSNSでポエッてる（4月13日、バルタン）
- スマホで撮った素人フェラ動画 〜テクノロジーと共にクオリティを増す。撮りたがりな変態達のコレクション〜（4月20日、SEX Agent）
- えっちな女子○生の淫語かたりかけぐちゅぐちゅ連続絶頂スク水オナニー（4月26日、アイエナジー）
- 完全顔出しガチナンパ! とっても優しい天使みたいなナースさんに包茎インポ童貞3重苦男子のオナニーの介抱してもらいました!! かわいすぎる裸体にズル剥けフル勃起したち●ぽを白衣の奥にズブリ! 金玉空になるまで何度も中に出しました! 2（4月27日、S級素人）
- 小柄な体に秘めた性欲が止まらない。 恥らう清純美少女の淫らな本性（5月1日、S-Cute）
- S級素人モニタリングドキュメントAV プラシーボ効果は本当に実在するのか!? 嘘の偽媚薬を使ってひたすら焦らしずっとイカセ我慢!寸止め! 素股中に我慢できずに自分から「お願い…生で入れて♥」と懇願そのままアヘ顔Wピースで膣内射精出来るのか徹底検証!! 2（5月11日、S級素人）
- 可愛すぎる低身長140cm!美少女 ちっぱい乳首は超ウルトラ敏感!! 貧乳スレンダーボディ 激イかせ中出しセックス（5月15日、ケートライブ）
- ぶっちゃけ一番気持ちいい。ぷにマン密着手コキ 〜にゅるんにゅるんのマン肉スライドに絶妙手圧、ここがチ●ポの楽園ですか?〜（5月18日、SEX Agent）
- 焦らされ、焦らされ続けたのですから責任を持ってイカせて下さい…。 〜肉棒が欲しくてたまらなくなる極限の『じらし』性交〜（5月25日、マドンナ）
- 制服待ち合わせデリヘル 素股中にヌルっと挿入 そのまま生中出し vol.001（6月8日、BAZOOKA）※「まいりん」名義
- スーパー低身長140cm&貧乳スレンダー美少女（6月26日、ケートライブ）
- 脳汁イキまくり洗脳! 性格良いし、とんでも可愛くてマジ惚れしたので… 中出し肉便器にしてみた!（7月7日、ジェントルマン）
- 大好きなカノジョをハメ撮りしちゃいました。 じゃれてるうちに快感が止まらなくなってしまう美少女とみだらな行為（7月13日、S-Cute）

2019年
- 【人間失格】胸糞変態おじさんと激カワ娘の中出しハメログ動画 (3月19日、チキチキカマー/妄想族)
- デカ尻で誘惑してきたスレンダー幼馴染に寝バック種付けプレスしてしまった。 (3月25日、ダスッ!)

### VR
2017年
- ナンパして車内でヤッちゃえ! 清純派激カワ娘に生中出し（12月2日、ブイワンVR）

2018年
- 旦那に電話させながら寝取りセックス（2月27日、ダスッ!）
- 終電間際でワンチャン狙って引きとめてみたら意外といけた! 少しほろ酔い+ベロキス多め＋密着感でななせ麻衣とラブラブ中出しSEX（3月28日、KMPVR）
- 業界初! ナンパした女を連れ込み言葉巧みにVRで撮影。 個人的に楽しむなんて嘘に決まってるwww 世界で唯一のVRハメ撮り師な俺が撮った映像放出 vol.2（4月27日、CASANOVA）
- 即ハメ中出し 即挿入腰振りながら恥ずかしそうに自己紹介 143cm Cカップ 性感帯は乳首とクリトリス 足を持たれて開脚ハメ M字で結合部もバッチリ 激ピストンで華奢な体が跳ね上がる 泣きそうな顔で痙攣絶頂 中出しで垂れ落ちたザーメン摘んでキス（6月30日、ブイワンVR）

### イメージDVD
- Sayo 流れる指先の行方（2017年2月2日、REbecca）※「菅野紗世」名義
- 菅野紗世はオレのカノジョ。（2017年5月25日、GARDEN）※「菅野紗世」名義
- フレンチ・キス（2018年1月13日、フレンチ・キス）※「武田いずみ」名義
- 美少女通信（2018年2月16日、Media Brand）※「舞田ななせ」名義

## ウェブテレビ
- 桃色♡ゲームチャンネル #4（2018年2月15日、AbemaTVウルトラゲームス）[9]